# Гърмен
Гъ̀рмен е село в Югозападна България, област Благоевград. Административен център на община Гърмен.

## География
Село Гърмен се намира в планински район. През него протича река Канина.

## История
Край селото се намират останките на римския град Никополис ад Нестум.
В „Етнография на вилаетите Адрианопол, Монастир и Салоника“, издадена в Константинопол в 1878 година и отразяваща статистиката на населението от 1873 година, Герблен (Guerblen) е посочено като село с 90 домакинства и 390 българи.
В края на XIX и началото на XX век Гърмен е изцяло българско село в Неврокопска каза. В 1889 година Стефан Веркович („Топографическо-этнографическій очеркъ Македоніи“) отбелязва Гарблен като село с 90 български къщи.
| „ | Гръмен, на СИ от Неврокоп 3 часа. Сградено е в подножието на Доспат отвъд Карасу. Орна земя недостатъчна; някои си поминуват със зидарство. Българска църква и училище с 25 ученика. Къщи 50, българе. | “ |

Църквата „Свети Георги“ е от 1898 година.
Според статистиката на Васил Кънчов („Македония. Етнография и статистика“) населението на селото брои 950 души, всички българи.
В рапорт до Иларион Неврокопски от 1909 година селото е определено като „чисто българско“ и пише:
| „ | С. Гърмен... Селото е разположено на равно място. Свило се е между дерета, които минават през селото, дели се на две махали – Голяма и Малка. Голямата има 100 къщи, а другата – 60. Цялото село има 160 къщи. От едната махала до другата доскоро мястото се минаваше по 2 дирека. Селяните се занимават със скотовъдство и земеделие, но най-вече с дюлгерство и отиват в България. Тази година и в двете махали се строят училища. | “ |

При избухването на Балканската война 35 души от Гърмен са доброволци в Македоно-одринското опълчение. След Междусъюзническата война селото остава в България.
От 1923 година в Гърмен работи Народно читалище „Искра“.
В селото има училище „Св. св. Кирил и Методий“, открито още през 1868 г. и действащо.
Старото село Гърмен е преселено по-надолу към полето за няколко години след 1946 г.
През 1959 година към Гърмен е присъединено съседното тогава село Заграде.. В него се намира вековният Заградски чинар, обявен за защитен вид.
Църквата „Свети Георги“ в стария Гърмен е от 1898 година. Мястото е обезлюдено, църквата е в развалини (2019), покривът ѝ е паднал; доброволци са решили да възродят старата църква. Другите църкви са „Свети Георги“ (1864) и „Света Неделя“ (XX век) в кв. Заграде, както и „Света Анна“ (2003) в новия Гърмен.

## Население

### Етнически състав
Преброяване на населението през 2011 г.
Численост и дял на етническите групи според преброяването на населението през 2011 г.:
|                     | Численост |
| Общо                | 1998      |
| Българи             | 1179      |
| Турци               | -         |
| Цигани              | 715       |
| Други               | 6         |
| Не се самоопределят | 5         |
| Неотговорили        | 93        |

## Други
Носът Гърмен на остров Смит в Антарктика е наименуван в чест на село Гърмен.

## Личности
Родени в Гърмен
- Йордан Чонев, ВМРО от Неврокопска околия, убит след 9.IX.1944 г. без всякакъв съд и присъда
- Ангел Донев (1919 – 1988), български музикален педагог
- Асен Стругов (р. 1937), български поет
- Георги Апостолов, македоно-одрински опълченец, 25-годишен, III отделение, 4 рота на 14 воденска дружина, ранен на 18 юни 1913 година[18]
- Георги Галев (1885 – 1923), български политик, деец на БЗНС, кмет на Гърмен
- Илия Милев (р. 1935), български краевед, поет и писател
- Никола Стоянов Ушев (1880 – 1925), български революционер, деец на ВМОРО и БКП
- Стойко Пашкулев (? – 1912), български революционер
- Тодор Апостолов, македоно-одрински опълченец, 19-годишен, четата на Георги Мяхов[19]

Починали в Гърмен
- Стоимен Баничански (? – 1905), български революционер от ВМОРО

## Галерия
- Училището „Св. св. Кирил и Методий“
- Улица в селото
- Църквата „Свети Георги“ в Заграде